# Heidi (2005)
Heidi é um filme de 2005, dirigido por Paul Marcus. O filme baseia-se no livro clássico Heidi, de 1880, escrito por Johanna Spyri.

## Sinopse
O filme conta a história de uma garotinha, Heidi (interpretada por Emma Bolger), que era órfã, vivendo com a tia, que para livrar-se da garota leva-a para morar com o avô (Max von Sydow), que a garota, até então, nem conhecia. O homem, com fama de mau,  na cidade e que dificilmente sorria, aprende muitas coisas com a garota e passa a amá-la. Entretanto, passadas algumas semanas, sua tia volta para buscá-la, inesperadamente, pois Heidi agora serviria de companhia para Clara (Jessica Claridge), uma garota cadeirante que vivia sob o rígido temperamento de sua governanta, Senhorita Rottenmeier (Geraldine Chaplin), e em troca sua tia ganharia uma recompensa em dinheiro. Heidi e Clara se divertem juntas, e Clara gosta do modo espontâneo da garota. Todavia, o que Heidi sempre quis era voltar às colinas e viver com o avô novamente, mas nem fazia ideia de que muitas coisas ainda mudariam em sua vida, na de seu avô e na de Clara.

## Elenco
- Emma Bolger ... Heidi
- Max Von Sydow ... Grandfather
- Geraldine Chaplin ... Rottenmeier
- Diana Rigg ... Grandmamma
- Pauline McLynn ... Aunt Dete
- Sam Friend ... Peter
- Jessica Claridge ... Clara
- Del Synnott ... Sebastian
- Kellie Shirley ... Tinette
- Robert Bathurst ... Mr. Sessemann
- Oliver Ford Davies ... Dr. Classen
- Caroline Pegg ... Bridget
- Jessica James ... Grannie
- Alexander Main ... Frankfurt Boy
- Karl Johnson ... homem velho